# Vicente Ramos Fernández
Vicente Ramos Fernández es un historietista español (Casas-Ibáñez, 1930-30 de noviembre de 2022), cuyo personaje más popular es Chispa.

## Biografía
Vicente Ramos inició su carrera en la editorial Realce, pero ya en los años cincuenta pasó a las más potentes Valenciana y Maga.
A partir de 1953, se encargó de la dirección artística del suplemento "La hora del recreo" para la que crearía su serie más popular, Chispa. Tres años después, dibujaba su propio cuaderno de aventuras, Cartucho y Patata para editorial Maga.
Compartía entonces estudio con Miguel Quesada.
En 1968 editó el tebeo "Españolín", sin mucho éxito.

## Obra
| Años | Título                                    | Guionista     | Tipo            | Publicación                       |
| ---- | ----------------------------------------- | ------------- | --------------- | --------------------------------- |
| 1948 | Tenny Bull                                |               | Serial          | Realce                            |
| 1951 | Cuentos y Leyendas Ejemplares             |               | Serial          | Valenciana                        |
| 1951 | El Espía                                  |               | Serial          | Maga                              |
| 1951 | Leyenda y Fantasía                        |               | Serial          | Maga                              |
| 1952 | El Profesor Meloncete                     |               | Serie           | Jaimito                           |
| 1953 | Chispa                                    |               | Serie           | La Hora del Recreo                |
| 1954 | Aventuras de Colilla y su pato Banderilla |               | Serie           | La Hora del Recreo                |
| 1956 | Cartucho y Patata                         | Santia        | Serial          | Maga                              |
| 1956 | Pantera Negra núms. 19-32                 | Pedro Quesada | Serial          | Maga                              |
| 1968 | Españolín                                 |               | Serie           | Españolín                         |
| 1984 | El Cómic Vivo                             |               | Serie colectiva | Comix Internacional + Ilustración |